# 瓦塞日
瓦塞日（法語：Wasseiges，法語發音：[wasɛʒ]）是比利时瓦隆大区列日省瓦雷姆區的一个市镇，西部与那慕爾省接壤，通行法语，是比利时法语社群的一部分，面积24.45平方千米，人口2,962人（2018年1月1日）。